# Aero A-30
Aero A-30 z roku 1926 byl československý lehký bombardér a průzkumný letoun postavený továrnou Aero (Aero, továrna letadel, dr. Kabeš, Praha-Vysočany). Tento dvouplošník vznikl jako pokus Aera o zlepšení výkonu letounu Aero A-11, ale brzy se vyvinul v docela jiné letadlo, větší a silnější než jeho předchůdce. Postupně následovaly verze tohoto letounu označované jako Ab-30, A-130, A-230, A-330 a A-430 (A-100). Letadlo bylo snadno odlišitelné od ostatních souvisejících typů rozdílným rozpětím mezi křídly – horní křídlo bylo mnohem větší než spodní.

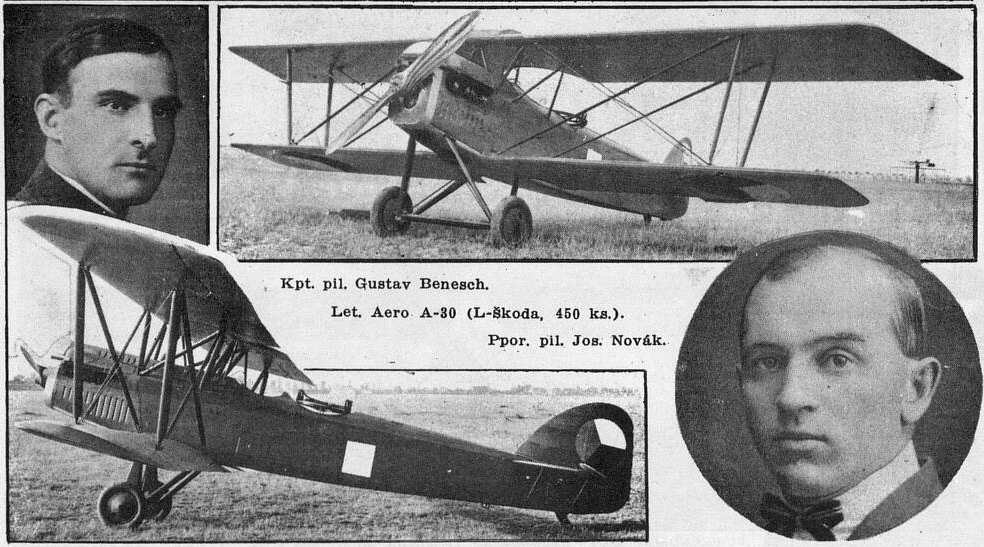
Aero A-30 posádky J. Novák - G. Benesch, Let kolem Malé dohody a Polska (1928)

## Vznik a vývoj
V roce 1926 vypsalo Ministerstvo národní obrany (MNO) "tendr" na dálkový průzkumný a střední bombardovací letoun. Aero do soutěže přihlásilo stroj A-30 ing. Antonína Husníka, který vycházel a jehož základem se stala konstrukce osvědčená u letounu A-11LD s motorem Lorraine-Dietrich 12Cc. U nového letounu byl ovšem celý drak zesílen a zvětšen. I tak se letové zkoušky prototypů protahovaly až do jara 1927. Měnila se ocasní plocha, výztužný systém křídel, podvozek atp. Teprve počátkem léta bylo možné označit vývoj prototypů za ukončený.
Představení veřejnosti se odehrálo na IV. mezinárodní letecké výstavě v Praze, kterou uspořádal Aeroklub republiky Československé ve dnech 4.-19. června 1927. Krátce na to, 10. srpna 1927 vytvořil šéfpilot továrny Aero Josef Novák 9 národních rekordů ve vytrvalosti na tratích 100 a 500 km s návratem na místo startu a v rychlosti s užitečným nákladem 500 nebo 1000 kg. Nejhodnotnějšího výkonu dosáhl v průměrné rychlosti 213,8 km/h dosáhl na trati 500 km s nákladem 1000 kg. Nejvyšší průměrné rychlosti 215,7 km/h dosáhl na trati 100 km s užitečným zatížením 500 kg. Nic na těchto výborných výkonech nemění skutečnost, že 13. října 1927 většinu těchto rekordů překonal šéfpilot továrny Letov Alois Ježek na konkurenčním letounu Letov Š-16.  V srpnu 1928 se jeden letoun A-30 zúčastnil mezinárodního Letu okolo států Malé dohody a Polska. Josef Novák s kpt. Gustavem Beneschem však tuto soutěž nedokončili pro poruchu motoru Škoda L a následné nouzové přistání u Mikulova, přestože v soutěži v tom okamžiku vedl. Pilot Antonín Duchek 23. července 1929 získal národní rekord pro Aero A-30 s motorem Škoda L 367 kW (500 k) v rychlosti na 1000 km s návratem na místo startu při průměrné rychlosti 200, 4 km/h.
Tento letoun i přes vynikající výkony byl nakonec vyroben jen v 5 kusech, které byly využívány u Leteckého pluku 1 až do poloviny třicátých let (zprvu jako zvědné, následně cvičné).

## Popis letounu
Drak A-30 představoval zvětšeninu A-11 se zapracováním prvku jedenapůlplošníku. Jednalo se o dvoumístný, jednomotorový, vzpěrový víceúčelový dvouplošník. Konstrukce A-30 byla smíšená, kostra trupu a ocasní plocha kovová, křídla dřevěná. Vše bylo potaženo plátnem, příď s motorem duralovými plechy. Podvozek pevný s průběžnou osou, záďový s ostruhou. Motor měl čelní chladič.
Letoun byl natolik "univerzální", že se na jednotlivých variantách objevila řada motorů předních evropských výrobců: Lorraine-Dietrich, Škoda, Bristol, Praga, Hispano Suiza a Avia.

## Varianty
- A-30: základní typ. Celkem továrna pro letectvo postavila tři prototypy s motorem Lorraine-Dietrich 12Cc 450 HP (1926–1927) a pět sériových strojů s motorem Škoda L o výkonu 367 kW (500 k) v letech 1928 a 1929.
- Ab-30: s děleným podvozkem a s charakteristickými kapkovitými kryty gumových tlumičů. Motor Škoda L o výkonu 367 kW (500 k). Vyrobeno 12 kusů Ab 30 v letech 1931 a 1932.
- A-130: prototyp s hvězdicovým motorem Walter Jupiter (Bristol Jupiter). Vyroben 1 kus.[7]
- A-230: sériový typ s licenčním třířadovým motorem Praga (Lorraine-Dietrich 12Ccs). Typ zvaný „Lochneska“[8] vyráběný sériově v letech 1930–1931 byl modifikací typu A-30 a zlepšením A-130. Vyrobeno 25 kusů A-230.
- A-330: kvůli neustálým problémům s motory Škoda L byly typy A-30 a Ab-30 (18 ks) přestavěny a byl použit motor Praga ESV o výkonu 478/551 kW (650/750 k). Tyto stroje byly vyzbrojeny kulomety vz. 28 a vz. 30
- A-30HS: jeden přestavěný stroj A-30 s motorem Hispano Suiza 12Ybrs o výkonu 441 kW (600 k)
- A-430: projekt tvarově přepracovaného letounu s motorem Avia Vr-36 dokončený jako Aero A-100

## Uživatelé
- Československo
  - Československé letectvo
- Íránské císařství
  - Císařské letectvo Íránu (1 letoun A-30)

## Specifikace
Údaje A-30 dle

### Technické údaje
- Posádka: 2
- Užitečný náklad: 500 kg
- Rozpětí: 15,30 m
- Délka: 10,00 m
- Výška: 3,20 m
- Nosná plocha: 51,40 m2
- Plošné zatížení: 52,9 kg/m2
- Prázdná hmotnost: 1460 kg
- Max. vzletová hmotnost: 2710 kg
- Pohonná jednotka: Škoda L, kapalinou chlazený třířadový dvanáctiválcový motor s válci do W a s dvoulistou, dřevěnou vrtulí
- Výkon pohonné jednotky: jmenovitý 330 kW (450 k) při 2000 ot/min, vzletový 413 kW (562 k) při 2200 ot/min

### Výkony
- Maximální rychlost: 243 km/h
- Cestovní rychlost: 195 km/h
- Dolet: 1075 km, 5,5 hodiny (vytrvalost)
- Dostup: 6 500 m
- Stoupavost: 3,1 m/s, výstup do výše 5 000 m za 24,2 minuty

### Výzbroj
- pevný kulomet Vickers ráže 7,7 mm
- 2 pohyblivé kulomety Lewis ráže 7,7 mm v pružném držáku pro pozorovatele
- pumy až 600 kg v závěsnících pod trupem a pod spodním křídlem